# Copa Fraternidad 1983
La Copa Fraternidad 1983 fue la decimotercera edición de la Copa Fraternidad Centroamericana, torneo de fútbol a nivel de clubes de Centroamérica avalado por la Concacaf y que contó con la participación de nueve equipos de la región, un club más que en la edición anterior, con el regreso de equipos de Costa Rica y la ausencia de los clubes de Honduras.
El Comunicaciones de Guatemala venció en el partido de desempate en el triangular final a la Aurora también de Guatemala para ganar el título por segunda y última ocasión, mientras que el campeón de la edición anterior, el Real España de Honduras, no participó en el torneo.

## Equipos participantes
En cursiva los equipos debutantes en el torneo.
| País                | Equipo                                         | Vía de clasificación |
| ------------------- | ---------------------------------------------- | --- |
| El Salvador 4 cupos | Atlético Marte Independiente Once Lobos Águila | Campeón de la Primera División 1982 Subcampeón de la Primera División 1982 Semifinalista de la Primera División 1982 Semifinalista de la Primera División 1982 |
| Guatemala 3 cupos   | Comunicaciones Suchitepéquez Aurora            | Campeón de la Liga Nacional 1982 Subcampeón de la Liga Nacional 1982 Tercero de la Liga Nacional 1982                                                          |
| Costa Rica 2 cupos  | Saprissa Herediano                             | Campeón de la Primera División 1982 Tercero de la Primera División 1982                                                                                        |

## Fase de grupos

### Grupo A

#### Partidos
| Equipo 1       | Resultado | Equipo 2       |
| -------------- | --------- | -------------- |
| Comunicaciones | 1-0       | Once Lobos     |
| Once Lobos     | 0-0       | Suchitepéquez  |
| Suchitepéquez  | 1-1       | Comunicaciones |

#### Posiciones
| Club           | PTS | PJ | PG | PE | PP | GF | GC | +/- |
| -------------- | --- | -- | -- | -- | -- | -- | -- | --- |
| Comunicaciones | 3   | 2  | 1  | 1  | 0  | 2  | 1  | +1  |
| Suchitepéquez  | 2   | 2  | 0  | 2  | 0  | 1  | 1  | 0   |
| Once Lobos     | 1   | 2  | 0  | 1  | 1  | 0  | 1  | -1  |

### Grupo B

#### Partidos
| Equipo 1      | Resultado | Equipo 2      |
| ------------- | --------- | ------------- |
| Saprissa      | 1-4       | Aurora        |
| Aurora        | 1-0       | Independiente |
| Independiente | 1-1       | Saprissa      |

#### Posiciones
| Club          | PTS | PJ | PG | PE | PP | GF | GC | +/- |
| ------------- | --- | -- | -- | -- | -- | -- | -- | --- |
| Aurora        | 4   | 2  | 2  | 0  | 0  | 5  | 1  | +4  |
| Independiente | 1   | 2  | 0  | 1  | 1  | 1  | 2  | -1  |
| Saprissa      | 1   | 2  | 0  | 1  | 1  | 2  | 5  | -3  |

### Grupo C

#### Partidos
| Equipo 1       | Resultado | Equipo 2       |
| -------------- | --------- | -------------- |
| Atlético Marte | 1-1       | Herediano      |
| Águila         | 1-0       | Atlético Marte |
| Herediano      | 1-1       | Águila         |

#### Posiciones
| Club           | PTS | PJ | PG | PE | PP | GF | GC | +/- |
| -------------- | --- | -- | -- | -- | -- | -- | -- | --- |
| Águila         | 3   | 2  | 1  | 1  | 0  | 2  | 1  | +1  |
| Herediano      | 2   | 2  | 0  | 2  | 0  | 2  | 2  | 0   |
| Atlético Marte | 1   | 2  | 0  | 1  | 1  | 1  | 2  | -1  |

## Triangular final

### Partidos
| Equipo 1       | Resultado | Equipo 2       |
| -------------- | --------- | -------------- |
| Aurora         | 1-1       | Comunicaciones |
| Águila         | 1-4       | Aurora         |
| Comunicaciones | 7-1       | Águila         |

### Clasificación
| Club           | PTS | PJ | PG | PE | PP | GF | GC | +/- |
| -------------- | --- | -- | -- | -- | -- | -- | -- | --- |
| Comunicaciones | 3   | 2  | 1  | 1  | 0  | 8  | 2  | +6  |
| Aurora         | 3   | 2  | 1  | 1  | 0  | 5  | 2  | +3  |
| Águila         | 0   | 2  | 0  | 0  | 2  | 2  | 11 | -9  |

- Debido al empate de puntos entre Comunicaciones y Aurora, se hizo un partido de desempate y el vencedor sería el campeón.

### Desempate
| 23 de marzo de 1983 | Comunicaciones                       | 3:2 (1:1; 2:2) | Aurora                              | Estadio Mateo Flores, Ciudad de Guatemala                        |                                                                  |
|                     | Fernández 41' · Monterroso · Sánchez |                | Monzón 23' · Desconocido 60' (a.g.) | Asistencia: 16,243 espectadores Árbitro(s): Mario Efraín Escobar | Asistencia: 16,243 espectadores Árbitro(s): Mario Efraín Escobar |

## Campeón
C.S.D Comunicaciones

Campeón
2º título